# Heterachthes signaticollis
Heterachthes signaticollis là một loài bọ cánh cứng trong họ Cerambycidae.